# Абуталеб, Ахмед
Ахме́д Абутале́б (араб.  أحمد أبوطالب‎, нидерл. Ahmed Aboutaleb; род. 29 августа 1961, Бени Сидель, Марокко) — нидерландский политик марокканского происхождения. Мэр Роттердама (2009—2024). Первый в Западной Европе мусульманин-мэр крупного города.

## Биография
Абуталеб родился в 1961 году в Марокко в семье суннитского имама. По национальности бербер. Был привезён родителями в Нидерланды в 16-летнем возрасте. Получил среднее специальное, а затем и высшее образование в области телекоммуникаций, работал корреспондентом в различных нидерландских теле- и радиокомпаниях. Затем был сотрудником пресс-службы Министерства социального обеспечения, здравоохранения и культуры и Социально-экономического совета (консультативного органа при правительстве страны). В 1998 г. был назначен директором Института «Форум» в Утрехте, миссия которого состоит в изучении и выработке практических рекомендаций для обеспечения государственной политики мультикультурализма.
В 2003 году Абуталеб, решив продолжить карьеру в политике, вступил в Партию труда, годом позже занял пост советника в городском управлении Амстердама, курируя вопросы занятости, образования, молодёжной политики. В 2007—2008 гг. статс-секретарь правительства Нидерландов по социальным вопросам и занятости.
В начале января 2009 года руководители социал-демократической партии избрали его на пост бургомистра Роттердама. Ахмед Абуталеб — марокканец по происхождению и наряду с нидерландским паспортом имеет также и марокканский паспорт. Его назначение на пост бургомистра вызвало неоднозначную реакцию в городе, особенно в рядах правых и праворадикальных партий, которые считали, что такое назначение не поможет процессу интеграции мусульманских иммигрантов в нидерландское общество.
Газета Elsevier в 2014 году объявила Абуталеба Человеком года. В январе 2015 года Абуталеб привлёк к себе общественное внимание необычайно жёстким заявлением по поводу террористического акта против журнала Charlie Hebdo: обращаясь к возможным единомышленникам исламистов-радикалов в Нидерландах, Абуталеб сказал в прямом эфире Нидерландского телевидения:
Если вам не нравится здесь, потому что вам не нравятся юмористы, делающие маленькую газетку, — если можно так выразиться, валите отсюда.
Оригинальный текст (нид.)Als je het niet ziet zitten dat humoristen een krantje maken, ja... mag ik het zo zeggen: rot toch op!
Среди главных увлечений Ахмеда Абуталеба — арабская поэзия. Он перевёл с арабского языка на нидерландский ряд стихотворений поэта Адониса и выступал с их чтением в рамках Роттердамского поэтического фестиваля.

## Награды
- Орден «За заслуги» III степени (4 ноября 2022 года, Украина) — за весомый личный вклад в укрепление межгосударственного сотрудничества, поддержку государственного суверенитета и территориальной целостности Украины, популяризацию Украинского государства в мире[5].